# Ascalohybris javana
Ascalohybris javana is een insect uit de familie van de vlinderhaften (Ascalaphidae), die tot de orde netvleugeligen (Neuroptera) behoort. 
Ascalohybris javana is voor het eerst wetenschappelijk beschreven door Burmeister in 1839.